# Gut in der Becke
Das Gut in der Becke war ein Rittergut und ehemalige Burganlage im Bochumer Stadtteil Stiepel.

## Geschichte
Wahrscheinlich erscheint das Haus Becke erstmals um 1300 in den Schriftquellen, als Rotger von Düker mit seinem Haus Brockhausen bei Stiepel als auf Burg Strünkede dienender Burgmann der Grafen von Kleve genannt wird. 1348 wird das Haus in der Becke ausdrücklich als Lehen der Grafen von der Mark erwähnt, auf dem zu diesem Zeitpunkt Wennemar von Brüggeney saß. 1372 wurde Friedrich von Dücker mit dem jetzt Niederhaus genannten Sitz belehnt. Auf dem 1362 erstmals erwähnten Oberhaus saß ein anderer Zweig der von Dücker. 1664 ging das Niederhaus im Erbgang an die von Altenbockum zu Kettinghausen über. Kurz darauf wurde der überschuldete Besitz an die von Syberg zu Haus Kemnade verkauft. Diese ließen das verfallene Haus abbrechen. Im 19. Jahrhundert muss noch der mittlerweile verschwundene Hügel einer Motte zu sehen gewesen sein. Auf einem Luftbild ist eine ungefähr rechteckige Gräfte als dunkle Verfärbung zu erkennen.